# Kreis Düren
Kreis Düren är ett distrikt i förbundslandet Nordrhein-Westfalen. I distriktet bor det runt 270 000 invånare. Huvudstad är Düren.
1. 1 2  hämtat från: tyskspråkiga Wikipedia.[källa från Wikidata]
2. ↑  Källangivelsen på Wikidata använder egenskaper (properties) som inte känns igen av Modul:Cite
3. ↑  läs online, www.landesdatenbank.nrw.de .[källa från Wikidata]